# Darevskia chlorogaster
Espèce
Synonymes
- Lacerta boettgeri Méhely, 1907
- Lacerta chlorogaster Boulenger, 1908

Statut de conservation UICN

 LC  : Préoccupation mineure
Darevskia chlorogaster est une espèce de sauriens de la famille des Lacertidae.

## Répartition
Cette espèce se rencontre dans le sud-est de l'Azerbaïdjan et dans le nord-ouest de l'Iran.
Cette espèce vit à de quasiment le niveau de la mer jusqu'à environ 1 500 m d'altitude dans les forêts mixtes hyrcaniennes de la Caspienne.

## Description
Dans sa description Boulenger indique que les spécimens en sa possession mesurent pour le mâle 182 mm dont 121 mm de queue et, pour la femelle, 137 mm dont 80 mm de queue (valeur estimée). Son dos et sa tête sont gris olive et tachetés de noir, bleu et jaune vert pour le mâle et brun jaunâtre clair pour la femelle. Sa face ventrale est vert jaune ou vert prairie, les mâles présentant des taches turquoise et une gorge souvent bleue ou bleu verdâtre. L'iris est brunâtre.
Les femelles pondent de trois à dix œufs.
Bien que terrestre, il peut escalader les troncs et les murs.

## Étymologie
Son nom d'espèce, du grec χλωρός, khlôrós, « vert », et γαστήρ, gastêr, « ventre », lui a été donné en référence à sa livrée.

## Publication originale
- Boulenger, 1908 : Description of a new species of Lacerta from Persia. Proceedings of the Zoological Society of London, vol. 1907, p. 934-936 (texte intégral).